# Queda
Queda là một chi bọ cánh cứng trong họ Dytiscidae.
Chi này được Sharp miêu tả khoa học năm 1882.

## Các loài
Các loài trong chi này gồm:
- Queda compressa Sharp, 1882
- Queda hydrovatoides Zimmermann, 1921
- Queda youngi Biström, 1990